# 릭 게이츠
릭 게이츠(영어: Rick Gates, 1956년 10월 18일 ~ )는 인터넷 헌트(Internet Hunt)를 조직하고 인터피디아 개념을 세웠기 때문에 주로 인터넷의 선구자로 아주 잘 알려져 있다. 애리조나 대학교 대학원 도서관에서 연구하였다.
1992년 인터넷 자료를 이용하여 10개 질문들을 주고 정확한 답과 검색 방법을 맞추는 게임 경쟁에서 승자를 발표하는 인터넷 헌트를 시작하였다. 이때 Usenet, FTP와 같은 다양한 탐색 유틸리티를 사용하였다. 1993년에 웹 브라우저가 출판된 이후에 월드 와이드 웹(World Wide Web)이 대중화하자 그 경쟁 시합은 1994년 10월에 문을 닫았다.